# Кано Наонобу
Кано Наонобу (яп. 狩野 尚信, род. 25 ноября 1607 г. — ум. 7 мая 1650 г.) — японский художник периода Эдо, мастер школы живописи Кано. Кано Наонобу — младший брат Кано Танъю, вместе с которым они сделали множество крупных работ по заказу сёгуната Токугава. Стиль Наонобу отличался от его брата и других представителей школы Кано. Он часто использовал приём негативного пространства и добился больших успехов в монохромной живописи тушью. Также для ряда работ Кано Наонобу использовал псевдоним Дзитэкисаи (яп. 自適斎).

## Биография и творчество
Кано Наонобу родился в Киото 25 ноября 1607 года. Он был вторым сыном мастера школы Кано Кано Таканобу и внуком прославленного Кано Эйтоку. Его старший брат Кано Танъю стал одним из наиболее известных представителей школы после того, как в юные годы стал первым официальным живописцем сёгуната Токугава.
В 1630 году вслед за братом сёгунат Кано Наонобу в город Эдо, где он устроился в одной из мастерских школы Кано и получил особый статус гоё эси (придворный живописец при сёгунате). В Эдо он обучался под руководством своего брата Танъю и быстро перенял его технику и приёмы. Братья создали множество совместных масштабных росписей по заказу сёгуната.
Стиль и творческий путь Наонобу существенно отличался от Танъю. Младший брат в большей степени погрузился в монохромную живопись тушью, а также часто в своих работах использовал негативное пространство. В отличие от работ брата, его рисунки были в более свободной, практически эскизной манере. Работы в жанре ямато-э имели более чётко выраженный японский колорит. На позолоченных раздвижных дверях и ширмах он скорее намечал форму предмета, а не очерчивал его. Примером является роспись ширмы Фудзими сайгё-дзю бёбу, где гора Фудзи едва намечена на фоне большого негативного пространства, присутствует лишь одинокая фигура сидящего и созерцающего человека на переднем плане
В жизни вне искусства у Наонобу было прозвище Сюмэ (яп. 主馬) Он любил совершать поездки в Киото к своему другу — художнику и аристократу Кобори Масакадзу. Во время одной из таких поездок в 1650 году Кано Наонобу исчез. Считалось, что он умер от болезни, хотя курсировали слухи о том, что он утонул во время рыбалки или же отправился в Китай.

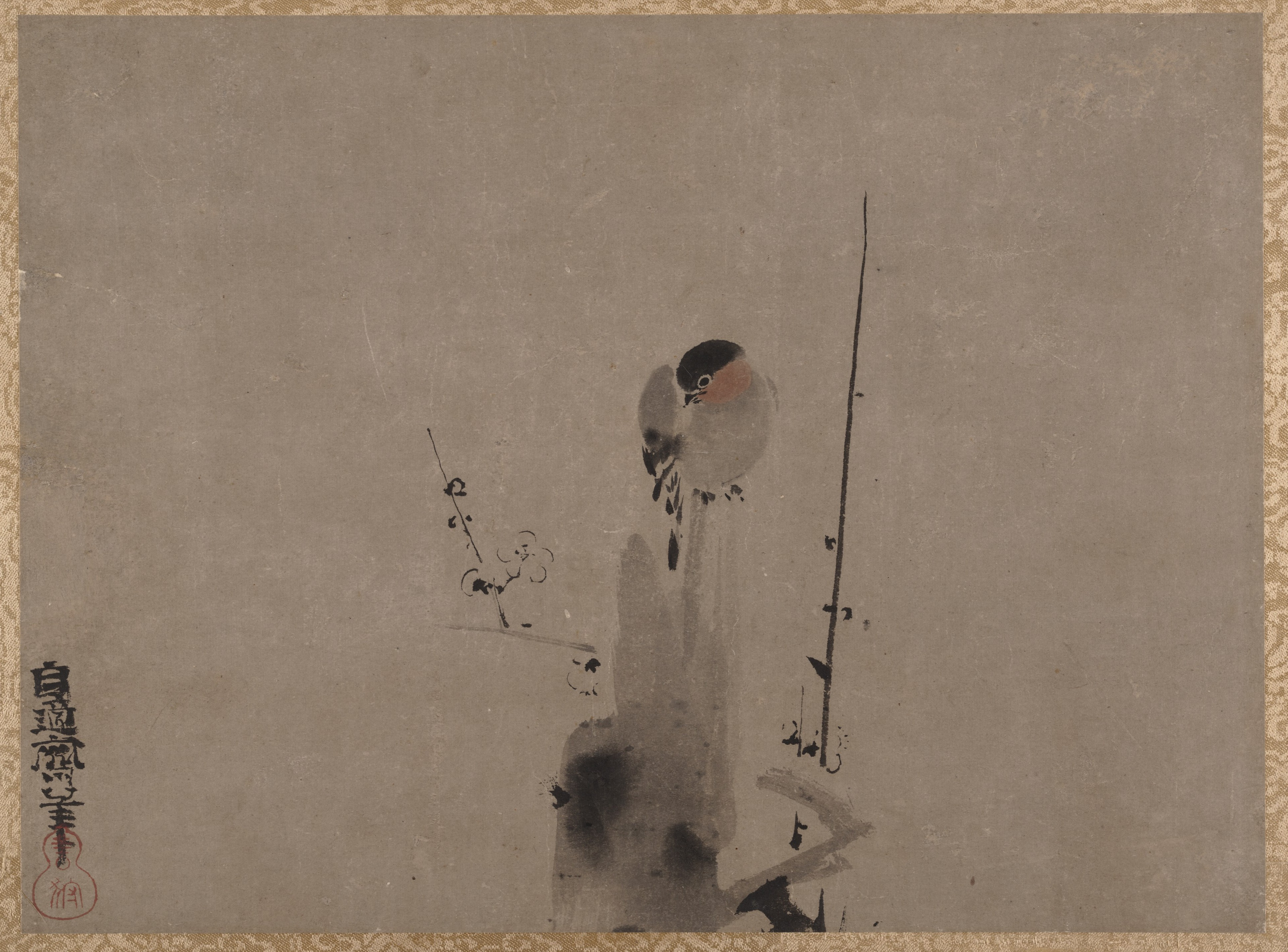
Птица на ветке сливы
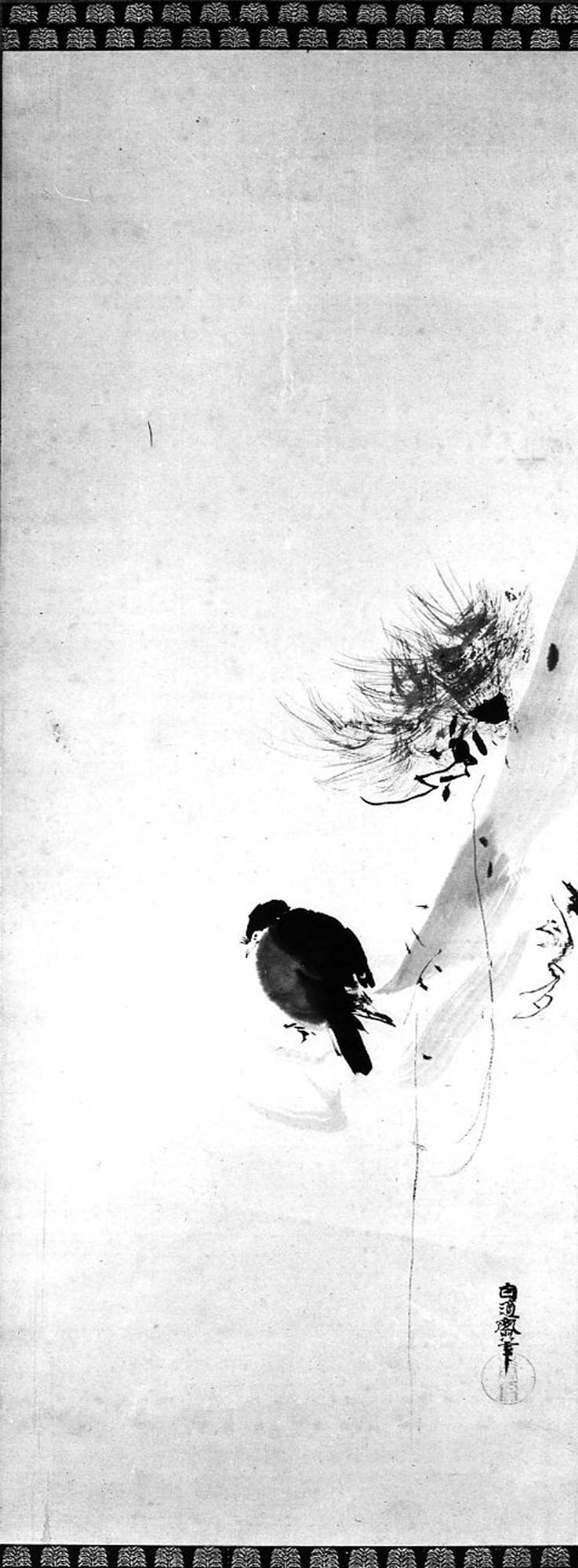
Ворона на дереве
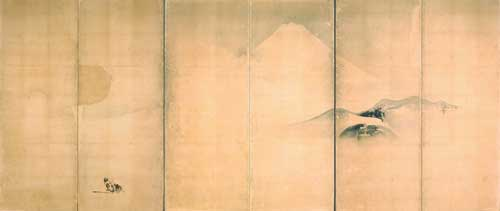
Фудзими сайгё-дзю бёбу
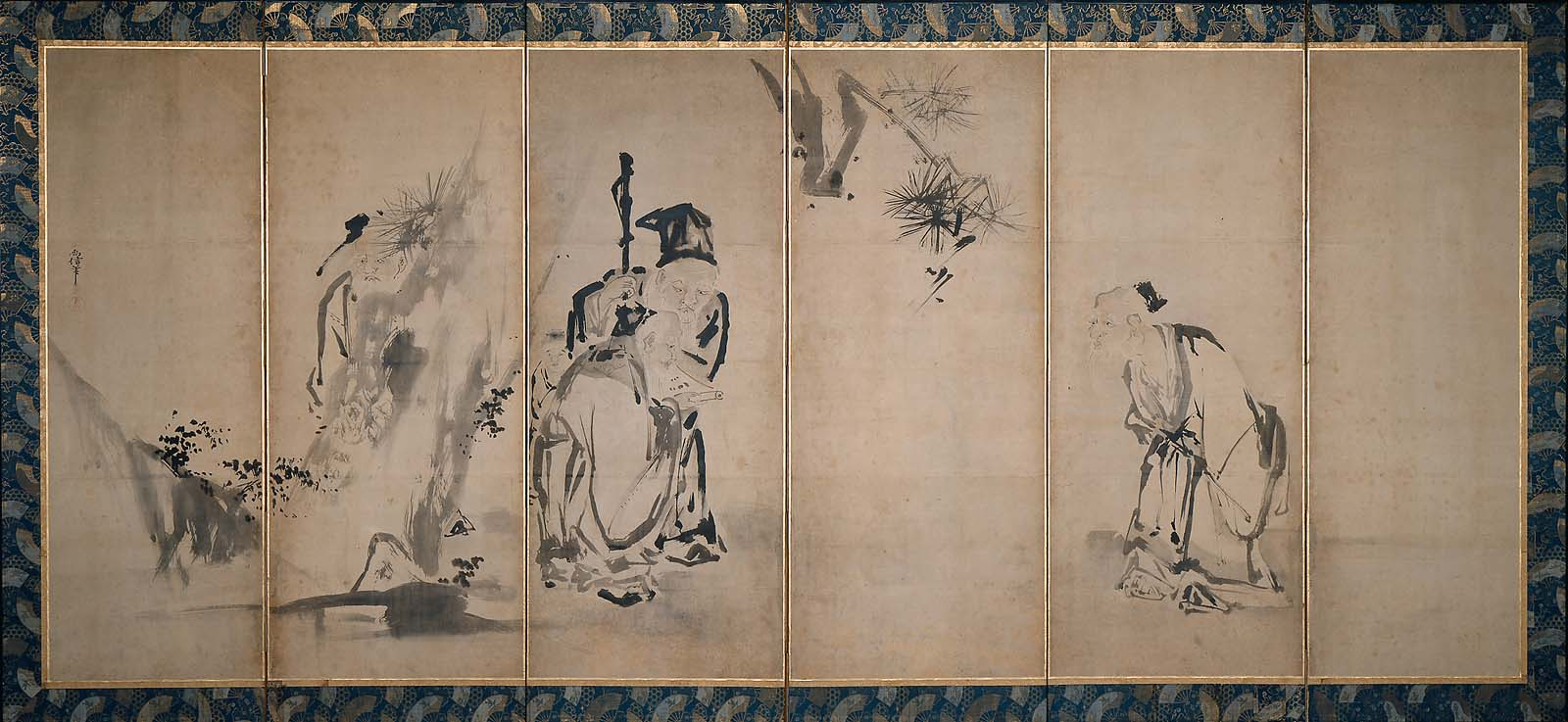
Четверо мудрецов горы Шан